# Fontenailles, Yonne
Fontenailles är en kommun i departementet Yonne i regionen Bourgogne-Franche-Comté i norra Frankrike. Kommunen ligger i kantonen Courson-les-Carrières som tillhör arrondissementet Auxerre. År 2018 hade Fontenailles 66 invånare.

## Befolkningsutveckling
Antalet invånare i kommunen Fontenailles
| Referens: INSEE |